# Amerikanischer Hecht

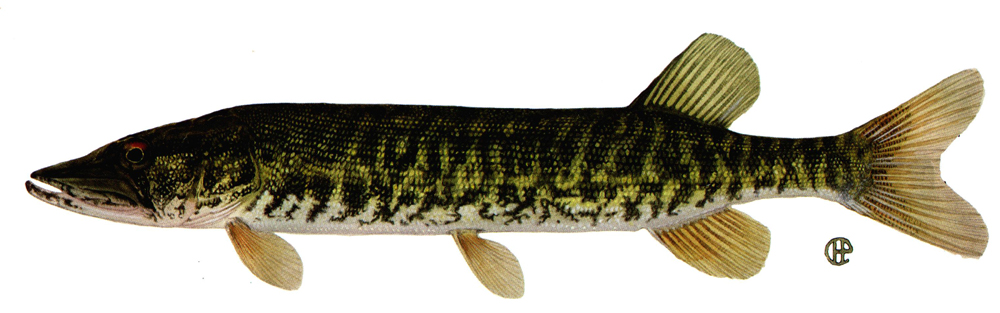
Grashecht (E. a. vermiculatus)

Der Amerikanische Hecht (Esox americanus) ist eine Hechtart, die im östlichen und mittleren Nordamerika in zwei Unterarten vorkommt. Der Rotflossenhecht (E. a. americanus) lebt im Stromgebiet des Sankt-Lorenz-Strom und in den östlichen USA bis Georgia und Florida. Die zweite Unterart, der Grashecht (E. a. vermiculatus) kommt in den Großen Seen, im südlichen Ontario, in Michigan, Wisconsin und Nebraska und im Stromgebiet des Mississippi vor. Im Süden an der Küste des Golf von Mexiko wird das Verbreitungsgebiet der beiden Unterarten durch den Pascagoula River in Mississippi getrennt. Der Rotflossenhecht lebt östlich davon, während der Grashecht westlich des Pascagoula River bis zum Brazos River in Texas verbreitet ist.

## Merkmale
Der Amerikanische Hecht bleibt für gewöhnlich bei einer Länge von weniger als 40 cm. Der Körper ist schlank, zylindrisch und im Querschnitt fast rund. Der große Kopf ist auf seiner Oberseite unbeschuppt und abgeflacht, die für Hechte relativ kurze Schnauze ist spatenförmig, breit und hat eine leicht konkave Oberseite. Das Maul ist annähernd horizontal, der Unterkiefer steht vor. Die Zähne im Vorderteil des Unterkiefers und einige an den Seiten sind vergrößert. Die Kopfseiten und der Kiemendeckel sind voll beschuppt. Die Kiemenrechen sind zu kleinen scharfen Zähnchen reduziert.
- Flossenformel: Dorsale 13–21, Anale 13–18.

Amerikanische Hechte sind auf ihrer Rückenseite olivfarben bis schwarz, die Bauchseite ist bernsteinfarben bis weißlich und manchmal dunkel marmoriert. Die Pupille ist gelb bis gelb-grün, die Iris ist golden. Ein unauffälliges, bei Rotflossenhechten helles und bei Grashechten rostbraunes Band zieht sich vom Nacken bis zum Beginn der Rückenflosse. Senkrecht stehende, wellige, olivfarbene bis schwarze Bänder mustern die Körperseiten. Beim Rotflossenhecht sind es 20 bis 36 Bänder und die hellen Zonen zwischen den Bändern sind schmaler als die Bänder. Beim Grashecht sind es nur 15 bis 23 Bänder und die hellen Zonen dazwischen sind breiter. Der Rotflossenhecht hat einen an den Seiten stark pigmentierten Unterkiefer. Die Rückenflosse ist dunkel, die übrigen Flossen sind rötlich. Beim Grashecht ist der Unterkiefer nur schwach pigmentiert. Die Rückenflosse ist dunkel, die Vorderkanten der übrigen Flossen sind schwarz. Ansonsten sind seine Flossen dunkel bis bernsteinfarben.

## Lebensweise
Amerikanische Hechte leben in Pflanzenbeständen in Seen, Sümpfen, Altarmen und strömungsarmen Bereichen von kleinen bis mittelgroßen Flüssen. Wie alle Hechte ist der Amerikanische Hecht ein Raubfisch.